# فرودگاه اسکای‌هیون (میزوری)
فرودگاه اسکای‌هیون (میزوری) (به انگلیسی: Skyhaven Airport (Missouri)) یک فرودگاه همگانی بهره‌برداری هوایی است که یک باند فرود آسفالت دارد و طول باند آن ۸۵۴ متر است. این فرودگاه در کشور ایالات متحده آمریکا قرار دارد و در ارتفاع ۲۴۳ متری از سطح دریا واقع شده است.